# مورلوبو
مورلوبو  رومانيسكو :Morlopu) هي بلدية (بلدية) في مدينة روما الحضرية في منطقة لاتيوم الإيطالية، وتقع على بعد حوالي 30 كيلومتر (19 ميل) شمال روما.
حدود مورلوبو البلديات التالية: كابينا، كاستيلنوفو دي بورتو، ماجليانو رومانو، ريجنانو فلامينيو.

## روابط خارجية
- الموقع الرسمي